# Campeonato Sul-Americano de Clubes de Voleibol Masculino de 2020
O Campeonato Sul-Americano de Clubes de Voleibol Masculino  de 2020 foi a vigésima edição do torneio organizado anualmente pela CSV, disputado entre os  dias 11 a 15 de fevereiro na Ginásio Poliesportivo do Riacho, localizada na cidade de Contagem, pertencente a Região Metropolitana de Belo Horizonte.É o torneio classificatório para edição do Campeonato Mundial de Clubes de Voleibol Masculino de 2020; o torneio confirmou a participação de seis times, entre estes os representando cinco países:Brasil, Argentina, Peru e Uruguai; e as finais da edição serão transmitidas pelo SporTV.
O Sada Cruzeiro sagrou-se heptacampeão, alcançando o pentacampeonato consecutivo, ao derrotar  na final o UPCN/San Juan, a edição premiou o levantador brasileiro Fernando Cachopa como melhor jogador da competição.

## Formato de disputa
Os seis times foram divididos em dois grupos, A e B, enfrentando-se entre si em seus respectivos grupos, definindo assim os dois semifinalistas de cada grupo, e por cruzamento olímpico estes se enfrentam nas semifinais, definindo os finalistas e os times que disputam o terceiro lugar.Os times eliminados na fase classificatória definem a quinta posição.
Para a classificação dentre dos grupos na primeira fase, o placar de 3-0 ou 3-1 garantiu três pontos para a equipe vencedora e nenhum para a equipe derrotada; já o placar de 3-2 garantiu dois pontos para a equipe vencedora e um para a perdedora.

## Participantes
As seguintes equipes foram qualificadas para a disputa do Campeonato Sul-Americano de Clubes de 2020 pela CSV:
| Equipe          | País      | Forma de Classificação                                 | Títulos                                 |
| --------------- | --------- | ------------------------------------------------------ | --------------------------------------- |
| Sada Cruzeiro   | Brasil    | Representante da cidade sede                           | 6 (2012, 2014, 2016, 2017, 2018 e 2019) |
| UPCN/San Juan   | Argentina | Campeão da Copa Argentina de Voleibol de 2019          | 2 (2013 e 2015)                         |
| Vôlei Taubaté   | Brasil    | Campeão da Superliga Brasileira de Voleibol de 2018–19 | 0 (não possui)                          |
| Regatas Lima    | Peru      | Campeão da Liga Nacional Superior de Voleibol 2019     | 0 ( não possui)                         |
| Juan Ferreira   | Uruguai   | Campeão da Super Liga Uruguaia de Voleibol 2019        | 0 (não possui)                          |
| San Martín[DES] | Bolívia   | Campeão da Super Liga Boliviana de Voleibol 2019       | 0 (não possui)                          |
| Bolívar Vóley   | Argentina | Campeão da Liga Argentina de Voleibol de 2018-19       | 1 (2010)                                |

Nota

DES ^  Equipe desistiu da participação da competição.

## Primeira fase

### Grupo A
Classificação
|  |                                      |
|  | Equipes classificadas às semifinais. |
|  | Equipe que disputará o quinto lugar. |

|     |               |     | Jogos | Jogos | Jogos | Resultados | Resultados | Resultados | Resultados | Resultados | Resultados | Sets | Sets | Sets  | Pontos | Pontos | Pontos |
| Pos | Equipe        | Pts | T     | V     | D     | 3–0        | 3–1        | 3–2        | 2–3        | 1–3        | 0–3        | V    | P    | R     | V      | P      | R      |
| --- | ------------- | --- | ----- | ----- | ----- | ---------- | ---------- | ---------- | ---------- | ---------- | ---------- | ---- | ---- | ----- | ------ | ------ | ------ |
| 1   | UPCN/San Juan | 6   | 2     | 2     | 0     | 1          | 1          | 0          | 0          | 0          | 0          | 6    | 1    | 6,000 | 178    | 154    | 1.156  |
| 2   | Vôlei Taubaté | 3   | 2     | 1     | 1     | 1          | 0          | 0          | 0          | 1          | 0          | 4    | 3    | 1.333 | 178    | 152    | 1.171  |
| 3   | Regatas Lima  | 0   | 2     | 0     | 2     | 0          | 0          | 0          | 0          | 0          | 2          | 0    | 6    | 0,000 | 100    | 150    | 0.667  |

Resultados
| 11 de fevereiro de 2020 18:00 RelatórioAQ | UPCN/San Juan | 3 — 0             | Regatas Lima | Ginásio Poliesportivo do Riacho, Contagem |
| 11 de fevereiro de 2020 18:00 RelatórioAQ | 25            | Set 1 Set 2 Set 3 | 17 16 18     | Ginásio Poliesportivo do Riacho, Contagem |

| 12 de fevereiro de 2020 18:00 Relatório[AQ] | Vôlei Taubaté | 3 — 0             | Regatas Lima | Ginásio Poliesportivo do Riacho, Contagem |
| 12 de fevereiro de 2020 18:00 Relatório[AQ] | 25            | Set 1 Set 2 Set 3 | 16 20 13     | Ginásio Poliesportivo do Riacho, Contagem |

| 13 de fevereiro de 2020 20:00 Relatório[AQ] | Vôlei Taubaté | 1 — 3                   | UPCN/San Juan | Ginásio Poliesportivo do Riacho, Contagem |
| 13 de fevereiro de 2020 20:00 Relatório[AQ] | 31 23 25 24   | Set 1 Set 2 Set 3 Set 4 | 33 25 19 26   | Ginásio Poliesportivo do Riacho, Contagem |

### Grupo B
Classificação
|  |                                       |
|  | Equipes classificadas às semifinais.  |
|  | Equipes que disputará o quinto lugar. |

|     |               |     | Jogos | Jogos | Jogos | Resultados | Resultados | Resultados | Resultados | Resultados | Resultados | Sets | Sets | Sets  | Pontos | Pontos | Pontos |
| Pos | Equipe        | Pts | T     | V     | D     | 3–0        | 3–1        | 3–2        | 2–3        | 1–3        | 0–3        | V    | P    | R     | V      | P      | R      |
| --- | ------------- | --- | ----- | ----- | ----- | ---------- | ---------- | ---------- | ---------- | ---------- | ---------- | ---- | ---- | ----- | ------ | ------ | ------ |
| 1   | Sada Cruzeiro | 6   | 2     | 2     | 0     | 2          | 0          | 0          | 0          | 0          | 0          | 6    | 0    | MAX   | 154    | 110    | 1.400  |
| 3   | Bolívar Vóley | 3   | 2     | 1     | 1     | 1          | 0          | 0          | 0          | 0          | 1          | 3    | 3    | 1,000 | 143    | 121    | 1.182  |
| 2   | Juan Ferreira | 0   | 2     | 0     | 2     | 0          | 0          | 0          | 0          | 0          | 2          | 0    | 6    | 0,000 | 84     | 150    | 0.560  |

Resultados
| 11 de fevereiro de 2020 20:00 RelatórioAQ | Sada Cruzeiro | 3 — 0             | Juan Ferreira | Ginásio Poliesportivo do Riacho, Contagem |
| 11 de fevereiro de 2020 20:00 RelatórioAQ | 25            | Set 1 Set 2 Set 3 | 14            | Ginásio Poliesportivo do Riacho, Contagem |

| 12 de fevereiro de 2020 20:00 Relatório[AQ] | Sada Cruzeiro | 3 — 0             | Bolívar Vóley | Ginásio Poliesportivo do Riacho, Contagem |
| 12 de fevereiro de 2020 20:00 Relatório[AQ] | 25 29 25      | Set 1 Set 2 Set 3 | 18 27 23      | Ginásio Poliesportivo do Riacho, Contagem |

| 13 de fevereiro de 2020 18:00 Relatório[AQ] | Bolívar Vóley | 3 — 0             | Juan Ferreira | Ginásio Poliesportivo do Riacho, Contagem |
| 13 de fevereiro de 2020 18:00 Relatório[AQ] | 25            | Set 1 Set 2 Set 3 | 13 16         | Ginásio Poliesportivo do Riacho, Contagem |

## Finais
- Horários UTC-02:00

|  | Semifinais              | Semifinais              |   |                         | Final                   | Final |  |
|  |                         |                         |   |                         |                         |       |  |
|  | 14 de fevereiro – 19:00 |                         |   |                         |                         |       |  |
|  | Sada Cruzeiro           | 3                       |   |                         |                         |       |  |
|  | Vôlei Taubaté           | 2                       |   |                         |                         |       |  |
|  |                         |                         |   |                         |                         |       |  |
|  |                         |                         |   |                         | 14 de fevereiro – 20:00 |       |  |
|  |                         |                         |   |                         | Sada Cruzeiro           | 3     |  |
|  |                         | UPCN/San Juan           | 1 |                         |                         |       |  |
|  |                         |                         |   |                         |                         |       |  |
|  |                         |                         |   |                         |                         |       |  |
|  |                         |                         |   |                         | Terceiro lugar          |       |  |
|  | 14 de fevereiro - 21:30 | 14 de fevereiro - 21:30 |   | 15 de fevereiro - 18:00 | 15 de fevereiro - 18:00 |       |  |
|  | UPCN/San Juan           | 3                       |   | Vôlei Taubaté           | 3                       |       |  |
|  | Bolívar Vóley           | 1                       |   |                         | Bolívar Vóley           | 1     |  |

### Resultados
Disputa pelo quinto lugar
| 14 de fevereiro de 2020 16:00 RelatórioAQ | Regatas Lima | 3 — 0             | Juan Ferreira | Ginásio Poliesportivo do Riacho, Contagem Árbitro(s): URU Fabián Carbajal PER Rocío Huarcaya |
| 14 de fevereiro de 2020 16:00 RelatórioAQ | 25           | Set 1 Set 2 Set 3 | 18 13         | Ginásio Poliesportivo do Riacho, Contagem Árbitro(s): URU Fabián Carbajal PER Rocío Huarcaya |

Semifinais
| 14 de fevereiro de 2020 21:30 RelatórioAQ | UPCN/San Juan | 3 — 1                   | Bolívar Vóley | Ginásio Poliesportivo do Riacho, Contagem Árbitro(s): BRA Sílvio Cardozo da Silveira BRA Guilherme Pierro Mendonça |
| 14 de fevereiro de 2020 21:30 RelatórioAQ | 25 21 26 25   | Set 1 Set 2 Set 3 Set 4 | 23 25 24 22   | Ginásio Poliesportivo do Riacho, Contagem Árbitro(s): BRA Sílvio Cardozo da Silveira BRA Guilherme Pierro Mendonça |

| 14 de fevereiro de 2020 19:00 RelatórioAQ | Sada Cruzeiro  | 3 — 2                         | Vôlei Taubaté  | Ginásio Poliesportivo do Riacho, Contagem Árbitro(s): ARG Nicola Casado ARG José Luís Barrios |
| 14 de fevereiro de 2020 19:00 RelatórioAQ | 23 25 21 25 15 | Set 1 Set 2 Set 3 Set 4 Set 5 | 25 16 25 23 13 | Ginásio Poliesportivo do Riacho, Contagem Árbitro(s): ARG Nicola Casado ARG José Luís Barrios |

Disputa pelo terceiro lugar
| 15 de fevereiro de 2020 18:00 RelatórioAQ | Vôlei Taubaté | 3 — 1                   | Bolívar Vóley | Ginásio Poliesportivo do Riacho, Contagem Árbitro(s): PER Rocío Huarcaya ARG José Luís Barrios |
| 15 de fevereiro de 2020 18:00 RelatórioAQ | 25 26 21 25   | Set 1 Set 2 Set 3 Set 4 | 19 24 25 13   | Ginásio Poliesportivo do Riacho, Contagem Árbitro(s): PER Rocío Huarcaya ARG José Luís Barrios |

Final
| 15 de fevereiro de 2020 20:00 RelatórioAQ | Sada Cruzeiro | 3 — 1                   | UPCN/San Juan | Ginásio Poliesportivo do Riacho, Contagem Árbitro(s): BRA Sílvio Cardozo da Silveira ARG Nicola Casado |
| 15 de fevereiro de 2020 20:00 RelatórioAQ | 25 14 25      | Set 1 Set 2 Set 3 Set 4 | 18 25 19 23   | Ginásio Poliesportivo do Riacho, Contagem Árbitro(s): BRA Sílvio Cardozo da Silveira ARG Nicola Casado |

## Premiação
| Campeonato Sul-Americano de Clubes de Voleibol Masculino de 2020 |
| Brasil                                                           |
| ---------------------------------------------------------------- |
| Sada Cruzeiro Campeão (7º título)                                |

## Classificação Final
| Posição           | Equipe        | Classificação                        |
| ----------------- | ------------- | ------------------------------------ |
| Medalha de ouro   | Sada Cruzeiro | Campeonato Mundial de Clubes de 2020 |
| Medalha de prata  | UPCN/San Juan |                                      |
| Medalha de bronze | Vôlei Taubaté |                                      |
| 4                 | Bolívar Vóley |                                      |
| 5                 | Regatas Lima  |                                      |
| 6                 | Juan Ferreira |                                      |

## Prêmios individuais
A seleção do campeonato foi composta pelas seguintes jogadores:
- MVP (Most Valuable Player): Fernando Cachopa